# Louis Denys de la Ronde
Louis Denys de la Ronde (Québec, 2 août 1675 - Québec, 25 mars 1741) est un explorateur français de la Nouvelle-France (Canada) et des territoires d'Amérique du Nord des XVIIe et XVIIIe siècles.

## Biographie
Fils de Pierre Denys de La Ronde et Catherine Leneuf de La Poterie, officier de marine, il a participé en 1699 à la deuxième expédition de reconnaissance de l'embouchure du Mississippi commandée par Pierre Le Moyne d'Iberville. Il a aussi contribué à redécouvrir et exploiter les anciens gisements de cuivre de la région du Lac Supérieur près du Fort La Pointe, grâce aux Amérindiens, filons qui avaient été découvertes dès l’époque de l’intendant du Québec, Jean Talon.
Louis Denys de La Ronde fait venir d'Allemagne deux ingénieurs des mines, John Adam et Christopher Henry Forster, avec pour instructions d'évaluer la faisabilité du projet de mine de cuivre. Arrivé au Canada à l'été 1737, la délégation met un an pour se rendre sur le site 1738, puis revient à Québec à l'été 1739, pour examiner aussi le gisement de Baie Saint-Paul, avant de repartir en France. Ils ont conclu que le coût de la mine serait prohibitif.